# Song Hwa-son
Song Hwa-son (koreanisch 송화선; * 26. Februar 1968) ist eine ehemalige nordkoreanische Eisschnellläuferin.

## Werdegang
Song kam bei den Juniorenweltmeisterschaften 1982 in Innsbruck auf den 16. Platz, bei den Juniorenweltmeisterschaften 1983 in Sarajevo auf den achten Rang und bei den Juniorenweltmeisterschaften 1985 in Røros auf den 16. Platz im  Mini-Mehrkampf. Zudem gewann sie bei den Juniorenweltmeisterschaften 1984 in Assen die Bronzemedaille im  Mini-Mehrkampf. Bei den Winter-Asienspielen 1986 in Sapporo lief sie auf den sechsten Platz über 3000 m, auf den fünften Rang über 500 m und auf den vierten Platz über 1500 m. In der Saison 1986/87 nahm sie in Helsinki erstmals am Eisschnelllauf-Weltcup teil, wobei sie den siebten Platz über 1500 m errang. Bei den Olympischen Winterspielen 1988 in Calgary belegte sie den 23. Platz über 3000 m, den 22. Rang über 500 m und den neunten Platz über 1500 m. In der Saison 1988/89 wurde sie nordkoreanische Meisterin über 500 m, 1500 m sowie 3000 m und erreichte in Inzell mit dem sechsten Platz über 1000 m ihre beste Platzierung im Weltcup. Bei der Sprintweltmeisterschaft 1989 in Heerenveen errang sie den sechsten Platz im Sprint-Mehrkampf. Nachdem sie in der Saison 1989/90 in Berlin letztmals am Weltcup teilgenommen hatte, holte sie in der Saison 1990/91 bei der Winter-Universiade 1991 in Sapporo die Bronzemedaille über 500 m und die Goldmedaille über 1000 m. Außerdem kam sie dort auf den 19. Platz über 3000 m und auf den siebten Rang über 1500 m. Letztmals international startete sie bei den Olympischen Winterspielen 1992 in Albertville, wobei sie den 31. Platz über 1500 m, den 30. Platz über 1000 m und den 25. Platz über 500 m errang.

## Erfolge

### Olympische Spiele
- 1988 Calgary: 9. Platz 1500 m, 22. Platz 500 m, 23. Platz 3000 m
- 1992 Albertville: 25. Platz 500 m, 30. Platz 1000 m, 31. Platz 1500 m

### Sprint-Weltmeisterschaften
- 1989 Heerenveen: 6. Platz Sprint-Mehrkampf

### Winter-Asienspiele
- 1986 Sapporo: 4. Platz 1500 m, 5. Platz 500 m, 6. Platz 3000 m

### Persönliche Bestzeiten
| Disziplin | Zeit        | Datum            | Ort        |
| --------- | ----------- | ---------------- | ---------- |
| 500 m     | 40,96 s     | 25. Februar 1989 | Heerenveen |
| 1000 m    | 1:21,54 min | 25. Februar 1989 | Heerenveen |
| 1500 m    | 2:05,25 min | 13. Februar 1988 | Calgary    |
| 3000 m    | 4:31,05 min | 13. Februar 1988 | Calgary    |
| 5000 m    | 8:10,80 min | 9. Februar 1988  | Pujon      |